# Gwydion
Nella mitologia e letteratura gaelica, Gwydion è un mago, fratello di Gilfaethwy e Arianrhod, figlio di Dôn (matriarca di una delle due famiglie di divinità gaeliche), e nipote di Math fab Mathonwy, sovrano e divinità del Gwynedd.

## Nella letteratura medioevale
Le fonti primarie del corpus mitologico dei britanni pre-cristiani sono costituite da quattro manoscritti gallesi, tutti redatti nel XIV secolo: il Libro rosso di Hergest e il Libro bianco di Rhydderch dai quali sono stati tradotti i racconti del Mabinogion, il Libro di Aneirin, e il Libro di Taliesin che contiene testi risalenti probabilmente al X secolo.

### Cad Goddeu
Questo personaggio è protagonista del poema Cad Goddeu (La battaglia degli alberi) contenuto nel Libro di Taliesin e incentrato sulla battaglia tra lo stregone-dio e Arawn, divinità dell'Annwn, l'oltretomba celtico. Nel poema Gwydion anima gli alberi di una foresta affinché combattano al suo fianco.

### Mabinogi di Math
Gwydion è protagonista anche di uno dei quattro racconti mitologici del Mabinogion, il Mabinogi di Math, figlio di Mathonwy. 
La prima parte del racconto è incentrata sulle trame di Gwydion per favorire le brame del fratello sulla vergine Goewin che fungeva da poggiapiede per Math. Il sovrano-dio, infatti, aveva assolutamente bisogno di riposare i suoi piedi sul ventre di una vergine, a meno che non fosse impegnato in guerra, altrimenti sarebbe morto. 
Per allontanare Math da Goewin e permettere al fratello di rapirla, Gwydion elabora un piano: racconta allo zio di una nuova specie di animali esistente nel Galles, i maiali, e si offre di condurre un'ambasceria alla corte di Pryderi, re del Dyfed che li possiede, per ottenerne alcuni. Il mago ottiene i maiali, ma con l'inganno sfruttando le sue arti per proporre a Pryderi uno scambio svantaggioso. Quando il trucco viene scoperto i due regni scendono in guerra. Mentre Math è impegnato in battaglia, Gilfaethwy rapisce la vergine. 
Finita la guerra, Math poggia i suoi piedi sul ventre di Goewin, ma ella non è più vergine e non può concedergli alcun riposo. Scoperto l'inganno dei nipoti, il re prende Goewin in moglie, per salvarne l'onore, ed esilia Gwydion e Gilfaethwy dopo averli trasformati per tre anni in tre animali diversi ogni anno (una coppia di cervi, una di lupi, e infine una di maiali).
Il mabinogi prosegue ulteriormente narrando altre vicende di Gwydion che, al termine della sua punizione, viene consultato da Math per trovargli una vergine. Il mago propone sua sorella Arianrhod, ma ella, all'insaputa del fratello, ha appena partorito due figli, uno dei quali verrà cresciuto da Gwydion. Un terzo della narrazione è incentrato sul confronto tra Gwydion e la sorella furiosa verso di lui per aver nutrito il bambino che è cresciuto precocemente. La donna pone sul fanciullo tre tynged una sul nome, una sulle abilità guerriere, e infine sulla possibilità di sposare un essere umano, che il fratello riesce però ad aggirare.
L'ultima parte del Mabinogi è incentrata sul tradimento di Blodeuwedd, la moglie umana che Gwydion e Math avevano creato a partire da un fiore per il figlio di Arianrhod (Lleu Llaw Gyffes).

## Nella letteratura contemporanea
Alcune opere letterarie contemporanee si ispirano o rinarrano - in modo più o meno fedele agli originali medioevali - le vicende di questo personaggio.
Per esempio, le Cronache di Prydain, una serie di cinque romanzi scritti da Lloyd Alexander, ripropongono in chiave fantasy molti personaggi della mitologia gallese modificandone alcuni aspetti soprattutto caratteriali. In questa serie, Gwydion è il fedele compagno di Taran, il protagonista, che aiuterà in diverse occasioni.
Riferimenti meno diretti compaiono nel romanzo Le nebbie di Avalon di Marion Zimmer Bradley dove Gwydion è il nome di nascita sia di re Artù che del rivale Mordred, o in American Gods di Neil Gaiman.